# República Checa en los Juegos Olímpicos de Pyeongchang 2018
La República Checa estuvo representada en los Juegos Olímpicos de Pyeongchang 2018 por un total de 95 deportistas que compitieron en 13 deportes. Responsable del equipo olímpico fue el Comité Olímpico Checo, así como las federaciones deportivas nacionales de cada deporte con participación.
La portadora de la bandera en la ceremonia de apertura fue la deportista de snowboard Eva Samková.

## Medallistas
El equipo olímpico checo obtuvo las siguientes medallas:
| Nombre            | Deporte               | Competición                |
| ----------------- | --------------------- | -------------------------- |
| Oro               |                       |                            |
| Ester Ledecká     | Esquí alpino          | Supergigante F             |
| Ester Ledecká     | Snowboard             | Eslalon gigante paralelo F |
| Plata             |                       |                            |
| Michal Krčmář     | Biatlón               | Velocidad 10 km M          |
| Martina Sáblíková | Patinaje de velocidad | 5000 m F                   |
| Bronce            |                       |                            |
| Veronika Vítková  | Biatlón               | Velocidad 7,5 km F         |
| Karolína Erbanová | Patinaje de velocidad | 500 m F                    |
| Eva Samková       | Snowboard             | Campo a través F           |